# Heinrich August Wrisberg
Heinrich August Wrisberg fut un médecin allemand, né le 20 juin 1739 à Saint-Andreasberg et mort le 29 mars 1808 à Göttingen.
Professeur d'anatomie à l'université de Göttingen, il y dirigea également l'institut d'anatomie de la ville.
Il étudia en particulier le système sympathique.